# Жан-Франсуа Ліотар
Жан-Франсуа Ліота́р (фр. Jean-François Lyotard, 10 серпня1924, Версаль — 21 квітня1998, Париж) — французький філософ, естетик-постфрейдист, одним з перших поставив проблему кореляції культури постмодернізму і постнекласичної науки. У своїй книзі "Постмодерністська ситуація. Доповідь про знання "(1979) він висунув гіпотезу про зміну статусу пізнання в контексті постмодерністської культури і постіндустріального суспільства.

## Біографія
Жан-Франсуа Ліотар народився у Версалі (Франція). Вивчав філософію в Сорбонні. Зазнав впливу Луї Марена. З 1950 року викладав філософію в східному Алжирі, в м. Костянтина, окупованому в той час французами.
У 1954 році Ліотар став членом французької політичної організації «Соціалізм або варварство», що утворилася в 1948 році як реакція на невідповідність троцькістської доктрини тієї тоталітарної форми правління, яка прийняла виразні форми в Радянському Союзі. «Соціалізм або варварство» набувала все більш антимарксистську спрямованість, і його листи в цей період висловлюють стурбованість вкрай лівої політикою, що склалася навколо алжирської ситуації. Ці свої думки він відкрито висловлював у процесі викладання філософії в Костянтина.
З початку 1970-х і до 1987 року Ліотар викладав в Університеті Париж VIII, під кінець кар'єри отримавши звання Заслуженого Професора. Протягом наступних двох десятиліть він читав лекції за межами Франції: в Каліфорнійському університеті, в Ірвіні, а як запрошений професор — в університетах, в усьому світі, Університет Берклі, Єльський університет, Сан-Дієго в США, Монреальський університет в Канаді, і Університет в Сан-Пауло в Бразилії. Він став також засновником і дорадчим членом Міжнародної Колегії Філософії в Парижі. Незадовго до смерті він ділив свій час між Парижем і Атлантою, де викладав в Університеті Еморі як Woodruff Професор Філософії та французької мови.
Ліотар любив повертатися до поняття Постмодернізму у своїх численних есе. У 1998 році, якраз при підготовці конференції з Постмодернізм і Теорії ЗМІ, він несподівано помер від швидко прогресувала лейкемії. Ліотар похований на кладовищі «Пер-Лашез» у Парижі.

## Погляди
Науковий, філософ., Естетичний., Мистецький, постмодернізм він пов'язує з невірою в метарозповідь, кризою метафізики і універсалізму. Теми ентропії, розбіжності, плюралізму, прагматизму мовної гри витіснили «великі розповіді» про діалектику, освіту, антропологію, герменевтику, структуралізм, істину, свободу, справедливість і т. д., засновані на духовній єдності мовців. Прогрес сучасної науки перетворив мету, функції, героїв класичної та модерністської філософії історії в мовні елементи, прагматичні цінності антиієрархічної постмодерністської культури з її витонченою чутливістю до диференціації, несумірності, гетерогенності об'єктів.

## Вибрані праці
- La Phénoménologie, Presses universitaires de France, (coll. Que sais-je ?), 1954.
- Discours, Figure, Klincksieck, 1971. (Thèse de Doctorat d'État, sous la direction de Mikel Dufrenne.)
- Dérive à partir de Marx et de Freud, 10/18, 1973, nouvelle éd. Galilée, 1994.
- Des dispositifs pulsionnels, 10/18, 1973, nouvelle éd. Galilée, 1994.
- Économie Libidinale, Minuit, 1974.
- Rudiments païens, Christian Bourgeois, 1977.
- Les Transformateurs Duchamp, Galilée, 1977.
- La Condition postmoderne: rapport sur le savoir, Minuit, 1979.
- Au juste (avec Jean-Loup Thébaud), Christian Bourgeois, 1979.
- La pittura del segreto nell'epoca post-moderna: Baruchello, Milan, Feltrinelli, 1982.
- Le Différend, Minuit, Paris, 1983.
- Tombeau de l'intellectuel et autres papiers, 1984.
- Que peindre ? Adami, Arakawa, Buren (1987), rééd. préfacée et postfacée, Hermann, 2008.
- Le Postmoderne expliqué aux enfants: Correspondance 1982—1985, Galilée, 1988.
- L'inhumain, Galilée, 1988.
- Heidegger et les Juifs, Galilée, 1988.
- La Faculté de Juger (avec J. Derrida, V. Descombes, G. Kortian…), Minuit, 1989.
- Leçons sur l'Analytique du Sublime, Galilée, 1991.
- Signé Malraux, Grasset, 1996.
- La Confession d'Augustin, Galilée, 1998.
- Misère de la philosophie, Galilée, 2000.
- Pourquoi philosopher ?, PUF, 2012 [1964]